# Враждебна среда на работното място
Враждебна среда на работното място (на английски: hostile work environment) се състои в това, когато работещ е обект на тормоз на работното място и се страхува да ходи на работа, заради обидна и нападателна, заплашителна или потискаща атмосфера, създадена от извършващия действията, съставящи тормоз .
Враждебна среда на работното място може да бъда налице и когато мениджмънта действа по начин, който има специфично за цел да накара работещия да напусне като репресивна мярка за определен вид действие на работещия. Например, ако работещият докладва нарушения на сигурността на работното място, или има нараняване от липсата на безопасност на работното място, също така ако се опита да се присъедини към синдикат или по някакъв начин причини затруднения за мениджмънта, тогава техният отговор може да бъде тормоз и натиск над работещия да напусне. Примерни действия могат да бъдат неподходящи дисциплинарни процедури, редуциране на работното време или заплащането, неразумна програма или претоварване с работа, и в най-крайния случай уволнение, както и други .
Все пак анти-дискриминационния статут, в правния смисъл, на враждебната среда на работното място не може да се обобщи като такава от изолирани коментари или единични инциденти, но когато този вид поведение е осезаемо враждебно, обидно и във вида на тормоз, и има реално проявление като сериозни административни действия по отношение на работещия.